# Tommaso Costantino
Tommaso Costantino (født 23. juni 1885 i Tunis, død 28. februar 1950 i Brindisi) var en italiensk læge og fægter, som deltog i OL 1920 i Antwerpen.
Costantino var med på de italienske hold i fleuret og kårde. Han deltog også i den individuelle konkurrence i fleuret, hvor han akkurat ikke gik i finalen efter en delt fjerdeplads i sin semifinalepulje. I holdkampen i fleuret kæmpede han kun i to af Italiens otte matcher, men holdet vandt guld efter sejre i samtlige matcher, mens Frankrig blev nummer to og USA nummer tre. Kårdeholdet blev kun nummer tre i indledende pulje efter tab til Portugal og uafgjort mod Sverige. I finalen var de dog sikre og vandt alle fem matcher, mens Belgien blev nummer to og Frankrig nummer tre. Også her var Costantino kun med i to af matcherne.
Costantino var uddannet læge og opgav fægtekarrieren til fordel for lægegerningen. Han var øjenlæge og vendte tilbage til sin fødeby, Tunis, hvor han blev leder af et italiensk hospital. I sin fritid støttede han fægtesporten i området og vandt i 1921 et lokalt mesterskab.